# 卡尔·普莱斯广场站
卡尔·普莱斯广场站（德語：U-Bahnhof Karl-Preis-Platz）是一座慕尼黑地铁2号线位于拉默斯多夫-佩拉赫的一座车站。